# Municipalidad de la ciudad de San Carlos de Bariloche
La ciudad de San Carlos de Bariloche está administrada según la Carta Orgánica Municipal de Bariloche, y sigue la división de tres poderes implantada en la Argentina desde el texto de la Constitución Nacional, y son elegidos en elecciones democráticas.
El poder Ejecutivo Municipal de la Municipalidad de Bariloche, está representado por el intendente municipal, el poder Legislativo por el Concejo Deliberante, y el poder Judicial por el Tribunal de Contralor.
Actualmente el intendente de la ciudad es Walter Cortes del partido P.U.L (partido unión y libertad)
San Carlos de Bariloche es la ciudad de la provincia de Río Negro con menor porcentaje de su presupuesto destinado a obras; en 2012 casi el 90% de sus ingresos propios se gastó en pagos de sueldos. 
En 2012 se recortaron drásticamente los gastos sociales de todo tipo, desde becas hasta ayuda para emergencias como incendios. La única obra pública ejecutada con recursos propios fue una mínima adecuación de cloacas. Las obras de mantenimiento de pavimento se hacen con aportes del Tesoro Nacional ya que nunca se constituyó un fondo propio. Por el Artículo 20 de las disposiciones transitorias de la Constitución de Río Negro los impuestos inmobiliarios deben ser cobrados por los municipios y con coparticipación de la provincia.
Las acciones de promoción turística del municipio se canalizan a través del Ente Mixto de Promoción Turística (EMPROTUR), en colaboración con los empresarios locales. Para ello se recauda una tasa de los comercios y se hacen acciones de promoción de Bariloche como destino turístico, tanto en Argentina como en el extranjero. El ente fue originalmente también de planificación (EMPPROTUR), facultad que fue eliminada en la década de 1990 por iniciativa del entonces presidente del Concejo Deliberante, Carlos E. Solivérez.

## Historia
Luego de 84 años de contar con existencia legal, y casi 100 de tener habitantes reconociendo el pueblo como tal, se decidió redactar una Carta Orgánica, instrumento fundamental para determinar el estatus legal, político y social, y los derechos y obligaciones de cada una de las instituciones públicas de la ciudad.
Se eligieron democráticamente a 15 miembros para formar la Convención Municipal Constituyente de distintos partidos políticos, que sesionaron durante 4 meses, hasta llegar a la redacción final.
La Carta Orgánica de Bariloche fue la primera en redactarse autónomamente, o sea, fue la primera en sancionarse íntegramente sin la necesaria aprobación de la legislatura provincial. De tal importancia fue esta innovación, que el presidente Raúl Alfonsín viajó especialmente a Bariloche a recibir una copia del documento.

## Reforma
En el artículo 79 de la Carta Orgánica Municipal, se especifica que ésta puede ser reformada en cualquier momento, aunque es obligatorio hacerlo cada 20 años a partir de 1986.
Conforme a la carta, el 26 de septiembre de 2006 se realizaron las elecciones para la Convención Municipal Constituyente que la reformará. En el proceso de presentación de los candidatos, existió una polémica sobre la palabra "victoria", utilizada tanto por el Frente para la Victoria como por el Partido de la Victoria. En instancias legales, se les permitió a ambos el uso de aquella palabra.

## Nueva convención
La Democracia Cristiana Bariloche, el Partido Socialista y el Partido Comunista no obtuvieron convencionales.
FpV: Frente para la Victoria
UCR: Unión Cívica Radical
PdV: Partido de la Victoria
MPP: Movimiento Popular Patagónico
ARI: Afirmación para una República Igualitaria
PRO: Frente PRO (Propuesta Republicana, Partido Demócrata Progresista, Recrear, Compromiso para el Cambio)